# رفیلو جین
رفیلو جین (انگلیسی: Refiloe Jane؛ زادهٔ ۴ اوت ۱۹۹۲) بازیکن فوتبال اهل آفریقای جنوبی است.
وی همچنین در تیم ملی فوتبال زنان آفریقای جنوبی بازی کرده‌است.